# Etnoteka
Etnoteka – pierwszy solowy album polskiej piosenkarki Haliny Mlynkovej, wydany 7 listopada 2011 nakładem Mystic Production.

## Lista utworów
Opracowano na podstawie materiału źródłowego.
1. „Dziwogóra” (słowa: Halina Mlynkova, Robert Amirian, muzyka: Krzysztof Łochowicz, Robert Amirian)
2. „Daj siebie” (słowa: Halina Mlynkova, muzyka: Igor Przebindowski, Robert Cichy)
3. „Kobieta z moich snów” (słowa: Halina Mlynkova, Robert Amirian, muzyka: Robert Amirian)
4. „Tego nie zmienię” (słowa: Halina Mlynkova, muzyka: Robert Cichy)
5. „Przegapiona” (słowa: Ryszard Kunce, muzyka: Daniel Wojsa, Rafał Mędlewski)
6. „Zmierzch 2012” (słowa: Halina Mlynkova, Łukasz Nowicki, muzyka: Igor Przebindowski)
7. „Dałeś czerwone korale” (słowa: Zbigniew Książek, muzyka: Robert Cichy)
8. „Północny wiatr” (słowa, muzyka: Robert Amirian)
9. „Bez pożegnania” (słowa: Halina Mlynkova, Robert Kurpisz, muzyka: Robert Amirian)
10. „Podróż” (słowa: Ryszard Kunce, muzyka: Daniel Wojsa, Tomasz Busławski)
11. „Ostatnie tango” (słowa: Janusz Onufrowicz, muzyka: Igor Przebindowski)
12. „Za młoda na miłość” (słowa: Halina Mlynkova, muzyka: Ola Królik)